# Pamětní kříž 1. jízdního pluku Jana Jiskry z Brandýsa
Pamětní kříž 1. jízdního pluku Jana Jiskry z Brandýsa, je pamětní dekorace v podobě kříže, která byla založena v roce 1948 při příležitosti 30. výročí vzniku této jednotky.
Kříž je zhotoven z obecného kovu a patinován do barvy stříbra, předával se v papírové etuji s malou stužkou a dekretem.